# Konstantin Cernenko
Konstantin Ustinovici Cernenko (rusă Константи́н Усти́нович Черне́нко, n. 24 septembrie 1911 – d. 10 martie 1985) a fost un politician sovietic și Secretar General al Partidului Comunist al Uniunii Sovietice care a condus Uniunea Sovietică din 13 februarie 1984 până la moartea sa care a survenit numai treisprezece luni mai târziu. Cernenko a fost și Președinte al Prezidiului Sovietului Suprem din 11 aprilie 1984 până la moartea sa.

## Scurtă istorie a vieții lui Cernenko
Cernenko s-a născut în Bolșaia Tes, raionul Novosiolovski, Krasnoiarsk Krai, Siberia. El a intrat în Komsomol în 1926 și în Partidul Comunist în 1931. A absolvit facultatea de istorie a Universității "Ion Creangă" din Chișinău. După un stagiu scurt în trupele de grăniceri de la frontiera chino–sovietică, el a ajuns un politician de carieră. După ce a muncit în mai multe regiuni, el a fost chemat în 1960 la Moscova și și a fost promovat, protejat fiind de Leonid Brejnev, mai întâi ca membru supleant în Comitetul Central în 1966 și mai apoi, în 1971, ca membru plin. A devenit membru supleant al Politburoului în octombrie 1977, devenind membru plin în 1978.

## Lupta pentru putere și alegerea ca Secretar General
În 1965, Cernenco a devenit Director de Personal în Partid. Și-a continuat munca fără să aibă o funcție importantă. Era informat despre toate persoanele importante din partid și le monitoriza activitatea prin ascultarea convorbirilor telefonice și prin alte dispozitive de supraveghere montate în birouri, dar sarcina sa principală era aceea de a semna sute de documente zilnic. A făcut acest lucru timp de 20 de ani. Chiar și atunci când a devenit Secretar General, a continuat să semneze documente deși, datorită birocrației sovietice, semnătura lui avea doar puțin mai multă importanță decât mai înainte. În cele din urmă, datorită faptului că se îmbolnăvise, nu mai era capabil din punct de vedere psihic să semneze acte, fiind folosit un facsimil în loc.
După decesul lui Brejnev din 1982, Cernenco a pierdut în lupta pentru putere cu forțele anti-brejneviste, (printre ele aflându-se și KGB-ul și Armata Roșie). Iuri Andropov, fostul șef al KGB-ului, a fost ales Secretar General. Când Andropov a murit în februarie 1984 după numai 16 luni în funcție, Cernenko a fost ales să-i succeadă, în ciuda stării sănătății sale.

## Cernenco în funcția de Secretar General
Cernenko a făcut o reîntoarcere la politicile dure din timpul perioadei brejneviste. El a fost sprijinitorul unui rol sporit al sindicatelor, al reformelor în educație și al scăderii rolului birocrației. În politica externă, el a escaladat confruntările din Războiul Rece cu Statele Unite și a negociat un tratat economic cu Republica Populară Chineză. 
Starea proastă a sănătății l-a împiedicat pe Cernenco să guverneze în mod efectiv. Absențele dese de la locul de muncă au lăsat puține dubii asupra faptului că regimul său a fost o măsură de compromis în lunga luptă dintre conservatori și reformiști.
Perioada cât a stat Cernenco la putere s-a remarcat prin câteva schimbări politice. Schimbările masive de personal și investigațiile anticorupție din timpul regimului lui Andropov au fost oprite. Cernenco a fost mai atent la opinia publică. El a încurajat investițiile în industria bunurilor de consum, în serviciile publice și în agricultură. El a căutat să diminueze controlul partidului în economia sovietică. Represiunea KGB-ului împotriva disidenților politici s-a înăsprit în această perioadă.
Singura schimbare importantă de personal făcută de Cernenco a fost demiterea Șefului Statului Major, Nikolai Ogarkov, un apărător al unei politici de scădere a cheltuielilor pentru bunurile de larg consum și de creștere a cheltuielilor de cercetare în domeniul militar și de înarmare.
În această perioadă, Cernenco a făcut încercări de a reschimba numele orașului Volgograd în acela de Stalingrad.

## Ultimele luni de viață și decesul
Aproape toată lumea, inclusiv oponenții săi, a fost de acord că a fost un act de cruzime împotriva lui Cernenco, fapta lui Victor Grișin, membru al Politburoului, de a-l aduce din spital pe Secretarul General bolnav de moarte să voteze în alegerile de la sfârșitul anului 1984.
După moartea unui lider sovietic, era obiceiul ca succesorul său să deschidă și să treacă în revistă obiectele din seiful personal al răposatului. Când Gorbaciov a deschis seiful, a fost găsit un dosar cu acte personale și un ghemotoc mare de bani înghesuit înăuntru. Și mai mulți bani au fost găsiți în biroul său. Nimeni nu a descoperit ce a dorit Cernenco să facă cu banii.
Datorită perioadei foarte scurte pe care a petrecut-o la conducerea Uniunii Sovietice, există foarte puține fotografii ale lui. Marea majoritate a fotografiilor sunt alb-negru. O pictură care reprezintă portretul său oficial este considerată cea mai bună imagine care a rămas de la el.
A fost înmormântat lângă zidul Kremlinului.